# فرد أوسبورن
فرد أوسبورن (بالإنجليزية: Fred Osborne)‏ هو لاعب كرة قاعدة أمريكي، (ولد في ألبرتا في كندا مايو 1863  م).

## وصلات خارجية
- فرد أوسبورن على موقعبيزبول رفرنس.كوم (الدوري الرئيسي) (الإنجليزية)
- فرد أوسبورن على موقعبيزبول رفرنس.كوم (الدوري الثانوي) (الإنجليزية)